# Byblis aquatica
 (avril 2014).
Si vous disposez d'ouvrages ou d'articles de référence ou si vous connaissez des sites web de qualité traitant du thème abordé ici, merci de compléter l'article en donnant les références utiles à sa vérifiabilité et en les liant à la section « Notes et références ».
Espèce
Statut de conservation UICN

 LC  : Préoccupation mineure
Statut CITES
Byblis aquatica est une espèce de plantes à fleursdicotylédone de la famille des  Byblidaceae. C'est une plante carnivore herbacée (à mécanisme passif) semi-aquatique qui se développe rapidement, originaire du nord de l'Australie.

## Description
Byblis aquatica est une plante annuelle, relativement commune. Elle possède une tige érigée de 5 cm au début de sa croissance et peut s'allonger à plus de 40 cm. Cette tige est couchée au sol ou flotte dans l'eau pendant la saison des pluies. Ses feuilles sont cylindriques, de 3 à 3.5 cm de longueur, de couleur vert marron, couvertes de nombreuses glandes à mucilage. Les multiples fleurs font 12 mm, sont solitaires, axillaires, c'est-à-dire placées à l'aisselle d'une feuille. Les fleurs ont des épanouissements successifs de janvier à mai, sur pédicelles de 2 à 3 cm, comportant 5 pétales et 5 étamines.

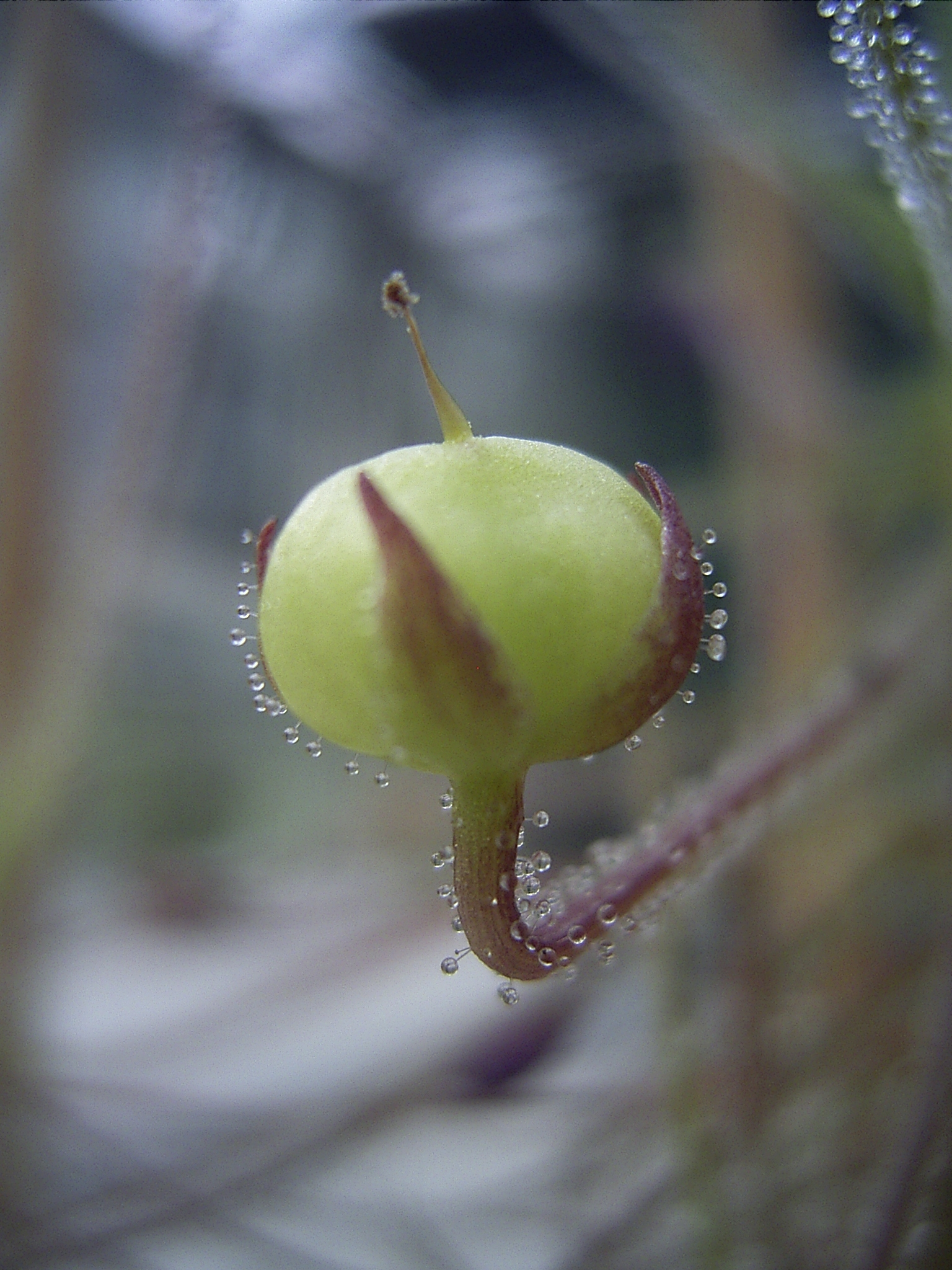
La capsule de la graine de Byblis aquatica

## Habitat
On trouve la Byblis aquatica dans les marécages ou dépressions inondées de façon saisonnière, avec une préférence pour les sols argileux de faible profondeur.  

## Répartition
Cette espèce est présente en Nouvelle-Guinée et en Australie.